# Дан устанка народа Македоније
Дан устанка народа Македоније (мкд. Ден на народното востание на Македонскиот народ) је државни празник који се прославља у Северној Македонији 11. октобра.
Дан устанка обележава годишњицу оружане акције Прилепског партизанског одреда, 11. октобра 1941. године, када је, по одлуци Покрајинског комитета КПЈ за Македоније, напао непријатељску посаду, затвор и телефонску централу у Прилепу. У знак сећања на овај догађај, у Прилепу се налази музеј „11. октобар“ (мкд. музеј „11 октомври“). Устанак у Македонији је каснио због става Методија Шаторова да Покрајински комитет КПЈ за Македонију прикључи Бугарској Комунистичкој партији. Тек после образовања новог Покрајинског комитета, на челу са Лазаром Колишевским, у току августа и септембра су почеле припреме за устанак и формирана три партизанска одреда. Прилеп је као „устанички-град“ Македоније, 9. маја 1975. године одликован Орденом народног хероја и проглашен за „град-херој“.
Овај празник установљен је у време СФРЈ Југославије, као празник Социјалистичке Републике Македоније, али је он задржан и после осамостаљена Македоније, 1992. године, као празник посвећен антифашистичкој борби македонског народа.